# Фокус-группа (рассказ)
«Фокус-группа» — философско-ироничный рассказ современного русского писателя Виктора Пелевина, написанный в 2003 году. Входит в авторский сборник «ДПП (NN)».
В 2007 году издательство «Эксмо» выпустило одноимённый сборник, включающий, помимо самого рассказа, 12 других произведений автора. Сборник затем неоднократно переиздавался.

## Название
Фокус-группа представляет собой качественный метод в социологии, заключающийся в организации исследования посредством сбора группы для обсуждения поставленной задачи. В произведении собрана группа из семи человек (Дездемона, Барби, Монтигомик, Дама с собачкой, Телепузик, Отличник, Родина-мать) под руководством ведущего (Светящееся Существо). Группе презентуют современную модель рая. Таким образом в рассказе представлена фокус-группа по загробной жизни.

## Содержание
Рассказ является злой пародией на европейское представление о загробной жизни. После смерти семь человек оказываются в загробном мире и начинают своё последнее путешествие. После смерти то, что кажется им телом, вовсе и не тело, а только воспоминания о том, кем они когда-то были. Поэтому любая мысли моментально отображается на их образе. На этом пути они встречаются с таинственным «Светящимся Существом», который называет себя проводником для душ. 
«Светящееся Существо» разговаривает с юмором и много смеётся, а также дало всем шутливые прозвища. Во время разговора существо узнаёт у душ семи людей, какие наслаждения при жизни у них вызывали удовольствие.
Затем «Светящиеся Существо» уговаривает всех собравшихся пройти сквозь таинственную машину, чтобы получить на мгновение бесконечное счастье. Но загадочный исполнитель желаний не так прост — ибо у всех наслаждений есть своя цена. Каждый кто прикоснётся к машине исчезал с громким хлопком. После исчезновения блондинки с прозвищем Барби, остальные замялись и не хотели прикасаться к машине. В этот момент они узнали, что выбора у них нет, либо машина, либо просто исчезнуть в бесконечности. После исчезновения последнего человека, открывается картина окружающего мира в виде каменистой пустыни.
Таким образом автор представил отличную от традиционных версий представление о том, что происходит после смерти.

## Связь
В рассказе Существо упоминает некоего человека с белыми чулочками и ослиными ушами на тесёмке — намёк на персонажа романа «Числа», умершего именно в таком виде.

## Критика
В 2003 году в журнале «Коммерсантъ» Дмитрий Быков в статье о Викторе Пелевине и его сборнике «ДПП (NN)» заявил, что рассказ «Фокус-группа» является лучшим сочинением всего сборника и руководством по загробному поведению:
Думаю, «Фокус-группа» предостерегает от важной ошибки. Очень важной. Это не менее ценное руководство по загробному поведению, чем тибетская «Книга мёртвых». Именно это пособие служит мостиком между первой и второй частями сборника — действительно своего рода ПДД на пути из этого мира в тот.

## Ссылка
«Фокус-группа» на сайте творчества Виктора Пелевина